# Пшибилув (Сілезьке воєводство)
Пшибилув (пол. Przybyłów) — село в Польщі, у гміні Кломниці Ченстоховського повіту Сілезького воєводства.
Населення — 26 осіб (2011).
У 1975-1998 роках село належало до Ченстоховського воєводства.

## Демографія
Демографічна структура станом на 31 березня 2011 року:
|          | Загалом | Допрацездатний вік | Працездатний вік | Постпрацездатний вік |
| -------- | ------- | ------------------ | ---------------- | -------------------- |
| Чоловіки | 15      | 2                  | 11               | 2                    |
| Жінки    | 11      | 0                  | 4                | 7                    |
| Разом    | 26      | 2                  | 15               | 9                    |